# Christian Wolmar
Christian Wolmar (Londres, 3 de agosto de 1949) é um jornalista, escritor e historiador  britânico.  É conhecido principalmente por seus livros e comentários sobre meios de transporte, especialmente na rede ferroviária da Grã-Bretanha. Foi nomeado Jornalista de Transporte do Ano em 2007 no Prêmio Nacional de Transporte.
Foi candidato a prefeito nas eleições para Prefeito da Grande Londres em 2016 pelo Partido Trabalhista, não obtendo êxito.